# Хумка Пап
Велика хумка Пап (у преводу Попова или поповска хумка) која стоји на ободу лесног платоа недалеко Горњег Брега и гледа према Тиси, спада међу боље сачуване кургане из праисторије. Налази се на граници општине Кањижа са општином Сента. По величини, могуће да је као гробница припадала неком имућијем или утицајнијем ратнику-поглавару.

## Опис и значај
Курган је вероватно пореклом из енеолита, из времена продора курганских народа на запад. Припада комплексу хумки које се према јасном циклусу нижу уз леву и десну страну Тисе, образујући некакав древни систем комуникације ради одбране – у равници са једног кургана видело се на други и постојала је могућност јављања доласка непријатеља, било са реке било са копна. Миле Ђуканов о томе овако пише: "Праисторијски народи су избегавали близину река, којима се непријатељ кретао, те су своје насеобине градили у скровитим баруштинама, насутим узвишицама, или пак подизали вештачке хумке у правцу из којег је непријатељ могао да нападне."
На хумци се налази веома стара кота од камена која репрезентује висину од 104,6 m над морем.

## Стање и перспективе
Хумка је због положаја – на високом рубу некадашњег меандра – у релативно добром стању, иако се његова површина преорава. Још једно време постоји нада за њен опстанак.

## Галерија
- Хумка гледана из воза за Сенту
- И данас достојанствена
- Поглед из правца градње
- Обод лесног платоа, који је некад био обала Тисе
- Прилаз из правца Горњег Брега
- У пуном сјају
- Хумка на мапи из 1850